# باتريسيا فرنانديز
باتريسيا فرنانديز (بالإسبانية: Patricia Fernández)‏ هي فنانة إسبانية، ولدت في 1980 في برغش في إسبانيا.